# Saint-Denis-Université
Saint-Denis-Université è una stazione della linea 13 della metropolitana di Parigi. 
Si trova nel comune di Saint-Denis.

## La stazione
Inaugurata il 25 maggio 1998, si trova nei pressi dell'Université de Paris VIII a Saint-Denis e degli Archives nationales la cui costruzione è iniziata su terreni del comune di Pierrefitte-sur-Seine. Vi è poi in costruzione una vasta zona residenziale nella zona des Tartres che sarà pronta nei prossimi anni.
I marciapiedi e i binari sono costruiti al di sopra di una vasta sala d'ingresso, scelta costruttiva molto strana per la tipologia delle stazioni del metro parigino..
I marciapiedi sono a forma di «I», come quelli della stazione Basilique Saint-Denis: larghi alle due estremità mentre una serie di negozi restringono la larghezza al centro. I binari proseguono al di là della stazione fino ad un deposito dove i treni effettuano l'inversione di marcia.

## Interscambi
Esistono coincidenze con linee di autobus e delle Courriers de l'Île-de-France (CIF) che servono la zona nord del grande agglomerato parigino. Dall'ovest della Senna-Saint-Denis al nord dell'Hauts-de-Seine al sud della Val-d'Oise. Il parcheggio dei bus della RATP di Saint-Denis si trova ad alcune centinaia di metri dalla stazione del metro.
- Bus RATP - 253, 254, 255, 261, 268, 356, 361